# Peter Balck
Peter Balck, född 11 februari 1971, är en svensk fridykare som är bosatt i Stockholm. Han har representerat Svenska landslaget i djupdykning 2021, 2023 och 2024. Han innehar svenska rekord i två fridykningsgrenar, free immersion (FIM) -89 m och konstant vikt (CWT) -106 m. Det 14 år gamla rekordet i konstant vikt på -101 m slogs på tävlingen Freedom Depth Games, på Cypern i oktober 2023 när han dök till 102 m. Med detta blev han den svensk som dykt djupast på ett andetag av egen kraft. Året därpå förbättrade han sitt rekord ytterligare, när han dök till 106 m.